# Henry Lascelles, V conte di Harewood
Henry Ulrick Lascelles, V conte di Harewood (21 agosto 1846 – Wetherby, 6 ottobre 1929) è stato un ufficiale britannico.

## Biografia
Era il primogenito di Henry Lascelles, IV conte di Harewood, e della sua prima moglie, Lady Elizabeth de Burgh.

## Carriera
Ha guadagnato il grado di capitano dei Grenadier Guards. È stato aiutante di campo del
viceré dell'India. Fu promosso a colonnello del Yorkshire Hussars Yeomanry e Lord luogotenente del West Riding of Yorkshire.
Nel 1901 gli fu ordinato da Edoardo VII di prendere parte ad una speciale missione diplomatica per annunciare la ascesa al trono ai governi di Francia, Spagna e Portogallo.

## Matrimonio
Sposò, il 5 novembre 1881, Lady Florence Bridgeman (1859-5 maggio 1943), figlia di Orlando Bridgeman, III conte di Bradford e Selina Weld Forester. Ebbero tre figli:
- Henry Lascelles, VI conte di Harewood (9 settembre 1882-23 maggio 1947);
- Lady Margaret Selina Lascelles (11 agosto 1883-1978), sposò Gustavus Hamilton-Russell, IX visconte Boyne, ebbero sei figli;
- Lord Edward Cecil Lascelles (28 luglio 1887-18 agosto 1935), sposò Joan Eleanor Campbell Balfour, non ebbero figli.

## Morte
Morì il 6 ottobre 1929, all'età di 83 anni.

## Ascendenza
|                                           |                                          |                                              | Genitori                            |  |  | Nonni |  |  | Bisnonni                              |  |  | Trisnonni                             |  |
|                                           |                                          |                                              |                                     |  |  |       |  |  | Henry Lascelles, II conte di Harewood |  |  | Edward Lascelles, I conte di Harewood |  |
|                                           |                                          |                                              |                                     |  |  |       |  |  | Henry Lascelles, II conte di Harewood |  |  | Edward Lascelles, I conte di Harewood |  |
|                                           |                                          | Anne Chaloner                                |                                     |  |  |       |  |  | Henry Lascelles, II conte di Harewood |  |  |                                       |  |
| Henry Lascelles, III conte di Harewood    |                                          |                                              |                                     |  |  |       |  |  | Henry Lascelles, II conte di Harewood |  |  |                                       |  |
|                                           |                                          | Henrietta Sebright                           | John Sebright, VI baronetto         |  |  |       |  |  |                                       |  |  |                                       |  |
|                                           |                                          | Henrietta Sebright                           | John Sebright, VI baronetto         |  |  |       |  |  |                                       |  |  |                                       |  |
|                                           |                                          | Henrietta Sebright                           | Sarah Knight                        |  |  |       |  |  |                                       |  |  |                                       |  |
| Henry Lascelles, IV conte di Harewood     |                                          | Henrietta Sebright                           |                                     |  |  |       |  |  |                                       |  |  |                                       |  |
|                                           |                                          | Thomas Thynne, II marchese di Bath           | Thomas Thynne, I marchese di Bath   |  |  |       |  |  |                                       |  |  |                                       |  |
|                                           |                                          | Thomas Thynne, II marchese di Bath           | Thomas Thynne, I marchese di Bath   |  |  |       |  |  |                                       |  |  |                                       |  |
|                                           |                                          | Thomas Thynne, II marchese di Bath           | Elizabeth Bentinck                  |  |  |       |  |  |                                       |  |  |                                       |  |
| Louisa Thynne                             |                                          | Thomas Thynne, II marchese di Bath           |                                     |  |  |       |  |  |                                       |  |  |                                       |  |
|                                           |                                          | Isabella Elizabeth Byng                      | George Byng, IV visconte Torrington |  |  |       |  |  |                                       |  |  |                                       |  |
|                                           |                                          | Isabella Elizabeth Byng                      | George Byng, IV visconte Torrington |  |  |       |  |  |                                       |  |  |                                       |  |
|                                           |                                          | Isabella Elizabeth Byng                      | Lucy Boyle                          |  |  |       |  |  |                                       |  |  |                                       |  |
| Henry Lascelles, V conte di Harewood      |                                          | Isabella Elizabeth Byng                      |                                     |  |  |       |  |  |                                       |  |  |                                       |  |
|                                           | John de Burgh, XIII conte di Clanricarde | John Smith de Burgh, XI conte di Clanricarde |                                     |  |  |       |  |  |                                       |  |  |                                       |  |
|                                           | John de Burgh, XIII conte di Clanricarde | John Smith de Burgh, XI conte di Clanricarde |                                     |  |  |       |  |  |                                       |  |  |                                       |  |
|                                           | John de Burgh, XIII conte di Clanricarde | Hester Vincent                               |                                     |  |  |       |  |  |                                       |  |  |                                       |  |
| Ulick de Burgh, I marchese di Clanricarde | John de Burgh, XIII conte di Clanricarde |                                              |                                     |  |  |       |  |  |                                       |  |  |                                       |  |
|                                           |                                          | Elizabeth Burke                              | Thomas Burke, I baronetto           |  |  |       |  |  |                                       |  |  |                                       |  |
|                                           |                                          | Elizabeth Burke                              | Thomas Burke, I baronetto           |  |  |       |  |  |                                       |  |  |                                       |  |
|                                           |                                          | Elizabeth Burke                              | Christian Browne                    |  |  |       |  |  |                                       |  |  |                                       |  |
| Elizabeth de Burgh                        |                                          | Elizabeth Burke                              |                                     |  |  |       |  |  |                                       |  |  |                                       |  |
|                                           |                                          | George Canning                               | George Canning                      |  |  |       |  |  |                                       |  |  |                                       |  |
|                                           |                                          | George Canning                               | George Canning                      |  |  |       |  |  |                                       |  |  |                                       |  |
|                                           |                                          | George Canning                               | Mary Ann Costello                   |  |  |       |  |  |                                       |  |  |                                       |  |
| Harriet Canning                           |                                          | George Canning                               |                                     |  |  |       |  |  |                                       |  |  |                                       |  |
|                                           |                                          | Joan Scott, I viscontessa Canning            | John Scott                          |  |  |       |  |  |                                       |  |  |                                       |  |
|                                           |                                          | Joan Scott, I viscontessa Canning            | John Scott                          |  |  |       |  |  |                                       |  |  |                                       |  |
|                                           |                                          | Joan Scott, I viscontessa Canning            | Margaret Dundas                     |  |  |       |  |  |                                       |  |  |                                       |  |
|                                           |                                          | Joan Scott, I viscontessa Canning            |                                     |  |  |       |  |  |                                       |  |  |                                       |  |